# Klub Sportowy Piłkarski Polonia Warszawa 2010-2011
Questa voce raccoglie le informazioni riguardanti il Klub Sportowy Piłkarski Polonia Warszawa nelle competizioni ufficiali della stagione 2010-2011.

## Stagione
Nella stagione 2010-2011 il KSP Polonia Varsavia ha disputato la Ekstraklasa, massima serie del campionato polacco di calcio, terminando il torneo al settimo posto con 44 punti conquistati in 30 giornate, frutto di 12 vittorie, 8 pareggi e 10 sconfitte. In Coppa di Polonia è sceso in campo a partire dai sedicesimi di finale: dopo aver eliminato prima lo Znicz Pruszków e poi l'KSZO Ostrowiec Świętokrzyski, è stato eliminato dal Lech Poznań nel doppio confronto valido per i quarti di finale.

## Rosa
| N. |                        | Ruolo | Calciatore          |
| -- | ---------------------- | ----- | ------------------- |
| 1  | Polonia (bandiera)     | P     | Michał Gliwa        |
| 2  | Rep. Ceca (bandiera)   | D     | Radek Mynář         |
| 3  | Polonia (bandiera)     | D     | Dariusz Pietrasiak  |
| 5  | Polonia (bandiera)     | D     | Piotr Dziewicki     |
| 5  | Serbia (bandiera)      | D     | Đorđe Čotra         |
| 6  | Polonia (bandiera)     | D     | Tomasz Jodłowiec    |
| 7  | Polonia (bandiera)     | C     | Michał Ciarkowski   |
| 7  | Polonia (bandiera)     | C     | Janusz Gancarczyk   |
| 8  | Brasile (bandiera)     | C     | Marcelo Sarvas      |
| 9  | Polonia (bandiera)     | A     | Euzebiusz Smolarek  |
| 10 | Polonia (bandiera)     | C     | Adrian Mierzejewski |
| 11 | Polonia (bandiera)     | C     | Marek Sokołowski    |
| 13 | Polonia (bandiera)     | D     | Łukasz Skrzyński    |
| 13 | Polonia (bandiera)     | D     | Adam Kokoszka       |
| 14 | Polonia (bandiera)     | D     | Mariusz Zasada      |
| 15 | Bielorussia (bandiera) | D     | Dzmitryj Rėkiš      |
| 16 | Spagna (bandiera)      | C     | Andreu              |
| 17 | Polonia (bandiera)     | A     | Łukasz Teodorczyk   |
| 18 | Polonia (bandiera)     | C     | Łukasz Trałka       |

| N. |                    | Ruolo | Calciatore           |
| -- | ------------------ | ----- | -------------------- |
| 19 | Polonia (bandiera) | A     | Daniel Gołębiewski   |
| 20 | Polonia (bandiera) | C     | Patryk Rachwał       |
| 21 | Polonia (bandiera) | D     | Maciej Sadlok        |
| 22 | Polonia (bandiera) | D     | Tomasz Brzyski       |
| 23 | Polonia (bandiera) | C     | Paweł Wszołek        |
| 24 | Polonia (bandiera) | C     | Daniel Kokosiński    |
| 24 | Polonia (bandiera) | C     | Jakub Tosik          |
| 25 | Polonia (bandiera) | C     | Damian Jaroń         |
| 26 | Polonia (bandiera) | C     | Krystian Feciuch     |
| 28 | Polonia (bandiera) | C     | Łukasz Piątek        |
| 29 | Polonia (bandiera) | P     | Arkadiusz Onyszko    |
| 30 | Polonia (bandiera) | P     | Łukasz Skowron       |
| 31 | Polonia (bandiera) | C     | Daniel Mąka          |
| 32 | Brasile (bandiera) | C     | Bruno Coutinho       |
| 33 | Polonia (bandiera) | C     | Daniel Ciach         |
| 44 | Serbia (bandiera)  | A     | Milan Nikolić        |
| 44 | Serbia (bandiera)  | C     | Miloš Adamović       |
| 81 | Polonia (bandiera) | P     | Sebastian Przyrowski |
| 90 | Polonia (bandiera) | A     | Artur Sobiech        |

## Statistiche

### Statistiche di squadra
| Competizione     | Punti | In casa | In casa | In casa | In casa | In casa | In casa | In trasferta | In trasferta | In trasferta | In trasferta | In trasferta | In trasferta | Totale | Totale | Totale | Totale | Totale | Totale | DR  |
| Competizione     | Punti | G       | V       | N       | P       | Gf      | Gs      | G            | V            | N            | P            | Gf           | Gs           | G      | V      | N      | P      | Gf     | Gs     | DR  |
| ---------------- | ----- | ------- | ------- | ------- | ------- | ------- | ------- | ------------ | ------------ | ------------ | ------------ | ------------ | ------------ | ------ | ------ | ------ | ------ | ------ | ------ | --- |
| Ekstraklasa      | 44    | 15      | 7       | 3       | 5       | 22      | 12      | 15           | 5            | 5            | 5            | 19           | 14           | 30     | 12     | 8      | 10     | 41     | 26     | +15 |
| Coppa di Polonia | -     | 1       | 0       | 0       | 1       | 1       | 2       | 3            | 3            | 0            | 0            | 4            | 0            | 4      | 3      | 0      | 1      | 5      | 2      | +3  |
| Totale           | -     | 16      | 7       | 3       | 6       | 23      | 14      | 18           | 8            | 5            | 5            | 23           | 14           | 34     | 15     | 8      | 11     | 46     | 28     | +18 |